# 白杨林场
白杨林场，是中国安徽省亳州市蒙城县下辖的一个类似乡级单位。

## 行政区划
白杨林场共辖以下地区：
曹店村、刘周村、三李村、张庄村、阜西村、阜庙村、施湖村、林场村。